# Zorotypus medoensis
Zorotypus medoensis är en jordlusart som beskrevs av Huang 1978. Zorotypus medoensis ingår i släktet Zorotypus och familjen Zorotypidae. Inga underarter finns listade i Catalogue of Life.